# Шамањ
Шамањ (фр. Chamagne) насеље је и општина у североисточној Француској у региону Лорена, у департману Вогези која припада префектури Епинал.
По подацима из 2011. године у општини је живело 457 становника, а густина насељености је износила 29,89 становника/km². Општина се простире на површини од 15,29 km². Налази се на средњој надморској висини од 293 метара (максималној 342 m, а минималној 254 m).

## Демографија
| 1962. | 1968. | 1975. | 1982. | 1990. | 1999. | 2011. |
| ----- | ----- | ----- | ----- | ----- | ----- | ----- |
| 327   | 340   | 323   | 358   | 441   | 416   | 457   |

График промене броја становника у току последњих година